# David Carlson
David „Dave” Carlson – amerykański strzelec, mistrz świata.
Pochodził z New Haven, w 1940 roku był 26-letnim praktykantem ślusarstwa narzędziowego. 
Carlson dwukrotnie stanął na podium mistrzostw świata. Dokonał tego na zawodach w 1937 roku, podczas których został wicemistrzem świata w karabinie małokalibrowym leżąc z 50 m (przegrał wyłącznie z Albertem Ravilą), oraz drużynowym złotym medalistą w karabinie małokalibrowym leżąc z 50 m (skład drużyny: John Adams, David Carlson, William Schweitzer, Catherine Woodring, William Woodring). 
W 1936 roku podczas International Dewar Team Match w Camp Perry zdobył najlepszy wynik wśród amerykańskich strzelców. W 1940 roku był indywidualnym mistrzem Stanów Zjednoczonych w karabinie małokalibrowym leżąc. Za osiągnięcia w strzelectwie został wyróżniony odznaką wybitnego strzelca międzynarodowego (U.S. Distinguished International Shooter Badge).

## Medale mistrzostw świata
Opracowano na podstawie materiałów źródłowych:
| Mistrzostwa   | Konkurencja                                  | Wynik                             | Miejsce |
| ------------- | -------------------------------------------- | --------------------------------- | ------- |
| Helsinki 1937 | Karabin małokalibrowy leżąc, 50 m            | 396 pkt.                          |         |
| Helsinki 1937 | Karabin małokalibrowy leżąc, 50 m, drużynowo | 1957 pkt. (druż.) 396 pkt. (ind.) |         |